# Ruys (schip, 1938)
Het MS Ruys was een passagiers- en koopvaardijschip van de Koninklijke Paketvaart Maatschappij (KPM). De Ruys en haar twee zusterschepen, de Bossevain en de Tegelberg, vormden de drie grootste schepen van de KPM. Zij werden vernoemd naar de drie oprichters van de KPM. Deze vlaggenschepen van de KPM stonden in Zuid-Afrika bekend als `The Great White Yachts'.
De Ruys is niet te verwarren met het latere motorschip Willem Ruys van de Koninklijke Rotterdamsche Lloyd.

## Kenmerken
De Ruys is gebouwd door Koninklijke Maatschappij De Schelde, Scheepswerf en Machinefabriek te Vlissingen, werfnummer 204.
De Ruys bood plaats aan 654 passagiers, waarvan 82 in de 1e klas, 72 in de 2e klas en 500 in de 3e klas. De bemanning bestond uit 221 personen. Na modernisering in 1961 werd dit 131 1e klas passagiers, 84 2e klas en 179 3e klas. De Ruys en haar zusterschepen zetten nieuwe standaarden wat betreft luxe. Het waren ook de eerste motorschepen die met drie schroeven werden uitgerust.
De drie zusterschepen waren ingericht door beroemde Nederlandse artiesten met gebruik van ebbenhout, armaturen van antiek glas en Venetiaanse glasverlichtingsornamenten. Op deze luxueuze schepen had elke hut een privébadkamer. Maritiem historicus Reuben Goossens beschrijft op zijn website uitvoerig het interieur van de drie – vrijwel identieke – schepen Boissevain, Tegelberg en Ruys. "With all three ships now operating on the same service, they soon became very popular, due to their stunning interiors, the ultimate in service and the cuisine was rated as some of the best at sea!".

## Vaarroutes
Na een proefvaart in 1937 vertrekt op 7 april 1938 de Ruys vanuit Amsterdam voor zijn eerste reis naar Nederlands-Indië. Zij arriveert op 12 mei 1938 te Tandjong Priok, de haven van Batavia (Nederlands-Indië), die haar thuishaven zou worden. De Ruys voer vooral tussen Indonesië, Australië en Afrika.
Tijdens de Tweede Wereldoorlog kwam de Ruys onder Britse vlag te varen. In 1942 werd de Ruys in Sydney verbouwd tot troepentransportschip, met een capaciteit voor 2800 militairen. De Ruys kwam – grijsgeschilderd – vooral te varen op de Middellandse Zee. De Ruys en haar zusterschepen nemen deel aan landingen in Noord-Afrika en Italië. De Ruys vervoerde tijdens de oorlog 85.843 geallieerde troepen.
De Ruys speelde een belangrijke rol bij de redding van de opvarenden van het zusterschip Marnix van St. Aldegonde. Op 27 oktober 1943 voeren op de Middellandse Zee in konvooi de Ruys, de Tegelberg en de Sloterdijk (1940-1966) van de KPM. Tijdens een aanval door Duitse onderzeeërs bij Kaap Bougaroni werd de Marnix geraakt en zonk. Ook de Ruys zelf was doelwit van een torpedobommenwerper, maar het schip verdedigde zich en het vliegtuig werd verdreven en waarschijnlijk neergeschoten. Ondanks dat de opdracht om door te varen, kwam de Ruys daarna de Marnix te hulp door alle sloepen te strijken en 1076 man over te nemen, terwijl zij al 2800 man aan boord had. Gezagvoerder P.M. Verstelle van de Ruys, Lieutenant Morgan, bombardier Docksey en tweede officier Scheybeler werden hiervoor na de oorlog koninklijk onderscheiden. De overige opvarenden van de Marnix werden door een torpedojager en een Amerikaanse bergingsploeg aan boord genomen; alle opvarenden werden gered.
Tijdens de politionele acties tussen Nederland en Nederlands-Indië. Daarna werd de lijn uitgebreid met de zeer lucratieve dienst Azië - Zuid-Afrika - Zuid-Amerika (ASAS).
Na de oorlog ging de Ruys in 1949 varen voor de Koninklijke Java-China Paketvaart Lijnen (RIL). Met het oog op de groei in de luchtvaart legt de RIL zich als een van de eerste rederijen toe op het stimuleren van vakanties aan boord van haar schepen. In 1967 besloot de directie de schepen te vervangen door snellere vrachtschepen. In 1968 werd de Ruys uit de vaart gehaald en gesloopt in Kaohsiung (Taiwan).

## Gezagvoerders
- K U Noordenbos (1938-? en 1946-?)
- Petrus Mattheus Verstelle (1941-1946)
- J M van Noorden[10])
- J.H. Verwijs (rond 1954 - volgens passagierslijst)
- Prins (ten tijde van de brand in Buenos Aires, 1958)
- Mei 1959 - mei 1961 C H Gosselink
- Mei 1961 - ?? A J van Ankeren
- ?? - september 1963 H A Scheybeler
- September 1963 - ?? P H Zweers
- September 1964? - augustus 1965 E M Drukker
- September 1965 - februari 1966 J H W Voigt
- Maart 1966 - augustus 1968 J D Jelijs